# Marie de Clèves (1426-1487)
Pour les articles homonymes, voir Marie de Clèves.
Marie de Clèves (19 septembre 1426 - 23 août 1487) est une princesse et mécène du XVe siècle devenue duchesse d'Orléans par son mariage avec le duc Charles d'Orléans en 1440. Elle est la mère du roi Louis XII de France.

## Biographie
Marie de Clèves est l'une des filles d'Adolphe Ier (Adolphe IV de La Marck), duc de Clèves, et de Marie de Bourgogne, elle-même fille de Jean sans Peur, duc de Bourgogne. 
Alors âgée de 14 ans, elle devient duchesse d'Orléans en épousant en 1440 à Saint-Omer (Pas-de-Calais) le duc Charles d'Orléans, dont elle est la troisième épouse, avec qui elle aura :
- Marie (1457-1493), mariée à Jean de Foix, vicomte de Narbonne, puis comte d'Étampes ;
- Louis (1462 - 1515), duc d'Orléans (roi de France en 1498), épouse en 1476 Jeanne de France (annulé en 1498), ensuite Anne de Bretagne et enfin Marie Tudor ;
- Anne (1464-1491), abbesse de Fontevraud.

Veuve, elle a la garde, gouvernement et administration de son fils le duc d'Orléans, suivant un acte passé à Blois le 26 juin 1467. Le 26 janvier 1468, elle reçoit 12 000 livres pour sa pension d'une année.
Elle se remarie avec Jean, sire de Rabodanges, capitaine de Gravelines.
Elle joua un rôle important de mécène en faisant transcrire les ballades et rondeaux  de son époux, ainsi que de quelques amis, dans un manuscrit conservé à la Bibliothèque Inguimbertine de Carpentras (ms. 375). Elle est elle-même l'autrice de quelques poésies, dont subsistent deux rondeaux : En la Forest de longue actente, L'habit le moine ne fait.
Ses lieux de résidence les plus habituels étaient Blois et Chauny (Aisne), où elle meurt en 1487. Inhumée dans l'église des Cordeliers de Blois sous un tombeau d'albâtre, on la porte ensuite au couvent des Célestins de Paris en la chapelle d'Orléans.
Marie de Clèves avait une bibliothèque de livres enluminés, parmi ceux-ci un livre d'heures commandé à Jean Fouquet.